# Abrogans

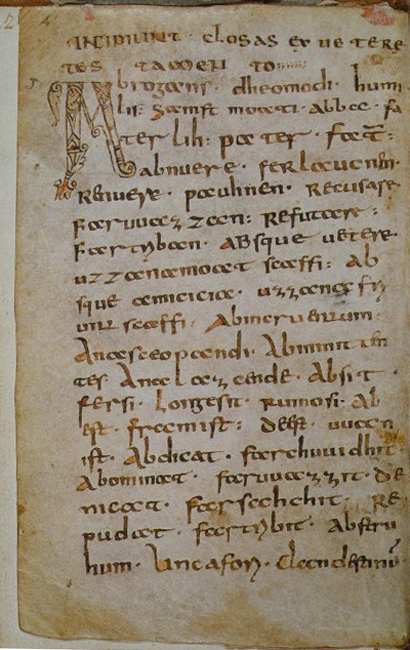
První stránka knihy Codex Abrogans

Abrogans nebo také Codex Abrogans je nejstarší známá kniha v německém jazyce. Je známý v opisu chovaném v knihovně opatství sv. Havla (Stiftsbibliothek, Cod. 911).
Tento latinsko-starohornoněmecký glosář či slovník vznikl mezi léty 764 a 772. Jedná se spíše o slovník latinských synonym se starohornoněmeckými glosami. Obsahuje celkem 3239 německých slov.
Název pochází od prvního glosovaného slova Abrogans, u něhož je uveden starohornoněmecký ekvivalent dheomodi (dnes demütig, tj. pokorný, skromný).